# Kim Woo-bin
Đây là một tên người Triều Tiên, họ là Kim.
Kim Hyun-joong (sinh ngày 16 tháng 7 năm 1989), thường được biết đến với nghệ danh Kim Woo-bin, là một diễn viên và người mẫu Hàn Quốc.

## Sự nghiệp
Kim Woo Bin ra mắt sàn diễn thời trang vào năm 2009 và xuất hiện trên prêt-à-porter và bộ sưu tập Seoul Fashion Week cho đến nay.
Với tên nghệ danh Kim Woo Bin, anh bắt đầu tham gia diễn xuất vào năm 2011, và đóng vai chính trong một drama kì bí White Christmas và sitcom trên truyền hình cáp Vampire Idol. Sau đó anh đã đóng một bộ phim hài lãng mạn A Gentleman's Dignity, Kim gia nhập vào dàn diễn viên mới nổi trong một bộ phim tuổi teen School 2013. Tiếp theo đó là vai trong phim của Kim Eun-sook bộ phim thời thượng cao cấp The Inheritors in 2013.
Vai diễn đầu tiên trên màn rộng của anh là bộ phim Friend 2, phần tiếp theo của Kwak Kyung-taek trong phim 2001 box office hit.
Anh đã trở thành MC cho chương trình âm nhạc M! Countdown bắt đầu từ 15 tháng 8 năm 2013. Anh là một trong những MC chương trình SBS Drama Awards 2013 vào 31 tháng 12 cùng với Lee Hwi-jae và Lee Bo-young.
Ngày 22/07/2015, Anh công khai hẹn hò với nữ diễn viên Shin Min-Ah
Ngày 24/5/2017, Theo báo chí đưa tin thì nam diễn viên được chẩn đoán mắc bệnh ung thư vòm họng. Do được chẩn đoán sớm nên hiện tại anh đang điều trị bệnh bằng thuốc và hoá chất. Từ lúc phát hiện bệnh, đến quá trình điều trị và đến hiện tại (năm 2018), bạn gái của anh, nữ diễn viên Shin Min Ah luôn ở bên chăm sóc và động viên tinh thần của anh rất nhiều. Theo thông tin thì anh đã trải qua các cuộc điều trị, tuy có hao gầy nhưng tình trạng sức khoẻ của anh đang tốt dần lên.

## Phim truyền hình
- Drama Special "White Christmas" (KBS2, 2011) - Kang Mi-reu
- Drama Special "Cupid Factory" (KBS2, 2011) - Roy
- Vampire Idol (MBN, 2011) - Woo-bin| Tên khai sinh     |                |
| Hangul            | 김현중         |
| Hanja             | 金賢中         |
| Romaja quốc ngữ   | Gim Hyeon-jung |
| McCune–Reischauer | Kim Hyŏn-jung  |
- A Gentleman's Dignity (SBS, 2012) - Kim Dong-hyub
- To the Beautiful You (SBS, 2012) - John Kim (khách mời, tập 9-10)[16]
- School 2013 (KBS2, 2012) - Park Heung-soo
- The Inheritors (SBS, 2013)
- Love Cell
- The Heirs - Choi Young Do
- Splash Splash Love
- "Uncontrollably Fond" (KBS2, 2016) -Shin Joon-Young
- Blues nơi đảo xanh (2022)

## Phim điện ảnh
- Runway Cop (2012)
- Friend 2 (2013) - Han Sung-hoon
- School 2013 (2013)
- Experts (2014)
- The Con Artists (2014)
- Twenty (2015)
- The technicians (2015)
- Twenty (2015)
- Alienoid: Cuộc chiến xuyên không (2022)

## Chương trình thực tế

### MC
- M! Countdown (Mnet, 2013)

### Khách mời
- Korea's Next Top Model, Cycle 2 (Onstyle, 2011)
- Lord of the Ring (MBC, 2012, tập 1)
- Running Man (SBS, 2013, tập 138)
- Running Man (SBS, 2013, tập 166)
- Hello Talk Show (KBS, 2013, tập 115)
- Hwasin – Controller of the Heart (SBS, 2013, tập 7)
- Mnet Wide Starcam (Mnet, 2013)
- M! Countdown (Mnet, 2013, tập 329-330)
- Running Man (SBS, 2014, tập 188, tập 189, tập 191)
- Four sons and one daughter(MBC, tập 12)
- Log style (tập 3,tập4)
- Running man (SBS 2014, tập 225)
- Running Man (SBS, 2015, tập 240)

## Music videos
- 2EYES - "Don't Mess With Me" (2013)[17][18]

## Quảng cáo
- Samsung Securities (2010)
- K-Food (2012)[19]
- Cass Beer (2013)[20]
- Buckaroo Jeans (2013)[21]
- Binggrae Banana Milk (2013)
- Gatsby Hair Wax (2013)[22]
- Trugen (2013)[23]
- Lotte International Cooking Snacks (2013)
- Diadora (2013)[24]
- Domino's Pizza (2014,2015)
- Sieg (2014)
- Powerade (2015)
- Mercury Textile (2014)
- MERRELL (2015)
- Olive Young (2014)
- Bottega Verde (2014,2015)

## Chương trình thời trang
- Lone Costume, 2006 (Debut)
- Seoul F/W, 2008
- Seoul F/W, 2009
- Pret a Porter S/S, 2009
- Seoul collection S/S, 2009
- Maxim Fashion Show, 2009
- Seoul collection F/W, 2010
- Seoul collection S/S, 2010
- Pret a Porter F/W, 2011
- Seoul collection F/W, 2011
- Pret a Porter S/S, 2011
- Seoul collection S/S, 2011
- Seoul Fashion Week D.GNAK by Kang D., 2011
- Seoul Fashion Week Vanhart di Albazar, 2012
- Seoul Fashion Week Dominic’s Way, 2012
- Seoul Fashion Week D.GNAK by Kang D., 2012
- Seoul Fashion Week Vanhart di Albazar by Jung Du Young, 2013
- Seoul Fashion Week D.GNAK by Kang D., 2013
- Seoul Fashion Week Dominic’s Way, 2013
- Seoul Fashion Week F/W 2013: Kim Seo Ryong Homme, 2013
- Guess Underwear Launching Show
- Lie Sang Bong
- Porsche
- Louis Quatorze show
- Loewe

## Giải thưởng và đề cử
| Năm  | Giải thưởng                                   | Đề cử                              | Phim        | Kết quả      |
| ---- | --------------------------------------------- | ---------------------------------- | ----------- | ------------ |
| 2013 | 8th Asia Model Festival Awards                | Diễn viên mới                      | Kim Woo-bin | Đoạt giải    |
| 2013 | 49th Baeksang Arts Awards                     | Diễn viên mới xuất sắc             | School 2013 | Đề cử        |
| 2013 | 7th Mnet 20's Choice Awards                   | 20's Booming Star – Nam            | School 2013 | Đề cử        |
| 2013 | 6th Korea Drama Awards                        | Diễn viên mới xuất sắc             | School 2013 | Đề cử        |
| 2013 | 2nd Daejeon Drama Festival - APAN Star Awards | Diễn viên mới xuất sắc             | School 2013 | Đoạt giải    |
| 2013 | Anhui TV Drama Awards                         | Nam diễn viên nổi tiếng ngoài nước | The Heirs   | Đoạt giải    |
| 2013 | SBS Drama Awards                              | Giải thưởng nổi tiếng              | The Heirs   | Chưa công bố |
| 2014 | Baeksang                                      | Diễn viên triển vọng               | Friend 2    |              |

## Liên kết
- Kim Woo-bin trên HanCinema
- Kim Woo-bin trên Instagram
- Kim Woo-bin trên IMDb